# عائشة دامجاجي
عائشة دامجاجي (بالتركية: Ayça Damgacı) (ولدت في عام 1973 في مدينة إسطنبول) ممثلة مسرحية وسينمائية وممثلة مسلسلات. وتشتهر بفيلم «الذهاب» وهو إنتاج عام 2008 حيث أنها قامت بتمثيل دور البطولة به وكتبت السيناريو الخاص به وتستند به على الأحداث من بدايتها.
تخلت عائشة دامجاجي عن دراسة الإقتصاد وقررت التمثيل. وواصلت أولا في إستديو التمثيل والفن لشاهيكا تيكاند. وبعد ذلك تخرجت عائشة دامجاجي من قسم المسرح بكلية الآداب بجامعة إسطنبول. وإنضمت عائشة إلى الفرقة المسرحية. وعلاوة على ذلك عزفت عائشة بشكل منفرد في مجموعة ما باسم «الأغاني البدوية». ومنذ عام 2013 مثلت عائشة دامجاجي شخصية «هاتشيك» في مسلسل بعنوان «لتبقى في بيننا» حيث أنه قد بُث على شاشة قناة ستار تي في.

## حماة علي و «الذهاب»
لقد حصلت عائشة دامجاجي على عرض لفيلم من رافين عساف المخرج الكردي بشمال العراق حيث أنها قد التقت به في صيف عام 2001. ووافقت عائشة دامجاجي على التمثيل في هذا الفيلم الذي يُدعى «الأيام الصفراء» حيث أنه يروي قصة إحدى القرى التي نُهبت في عصر صدام حسين. والتقت عائشة دامجاجي بحماة علي خان الممثل بشمال العراق وذلك في مدينة سيت الواقعة في أديامان. وقد كانوا يحبون بعضهم البعض. ولكن إذن إقامة خان في تركيا كان محدوداً للغاية بسبب مدة الفيلم. وعقب انتهاء الفيلم عاد إلى العراق. ثم بعد ذلك تواصل كلاهما عبر المراسلات والإتصالات السلكية واللاسلكية. وبعد فترة من الوقت قررت عائشة دامجاجي الذهاب إلى العراق وأن تكون بجانب خان وكانت العراق في حالة نشوب حرب. لم يتمكن خان وعائشة من عبور حدود العراق وقد تقابلا في نهاية المطاف في إيران.
تحدثت عائشة دامجاجي عن خان لأصدقائها في إسطنبول قائلة «مارلون براندو كردي بشكل تام» وذلك حينما التقوا بخان. وقد منحت عائشة دامجاجي اسم «الذهاب: انا مارلون وبراندو» للسيناريو التي كتبته استناداً إلى قصتها. وقد كتب المخرج الكردي حسين كاراباي سيناريو الفيلم مع عائشة دامجاجي وقد قام بإخراجه كمسرحية في المسرح وقد جذب الانتباه إلى الفيلم. وقد التقى الفيلم لأول مرة مع الجمهور في مهرجان روتردام السينمائي.

## الجوائز
- جائزة أفضل ممثلة في المهرجان السينمائي الدولي بإسطنبول السابع والعشرون
- جائزة أفضل ممثلة عن فيلم الذهاب بمهرجان أفلام كوزا الذهبي الخامس عشر (مع سيلين أوتشر)
- جائزة أفضل ممثلة عن فيلم الذهاب بمهرجان سراييفو السينمائي الدولي الرابع عشر
- جائزة أفضل ممثلة عن فيلم الذهاب ونورنبرج بالمهرجان السينمائي الألماني التركي الرابع عشر

## المسرحياتالتي مثلتها
- إلعق لكن إبلع
- حينما ينتظر
- محاكمة في إسطنبول
- مذنب في اللغات
- العودة إلى الخلف
- النسيان

ليلة في أمام الغابات
- الزواج
- في مستعمرة السجن
- الفيل الطفل

## وصلات خارجية
- عائشة دامجاجي على موقع IMDb (الإنجليزية)
- عائشة دامجاجي على موقع ألو سيني (الفرنسية)
- عائشة دامجاجي على موقع أول موفي (الإنجليزية)
- عائشة دامجاجي على موقع قاعدة بيانات الفيلم (الإنجليزية)
- عائشة دامجاجي على موقع كينوبويسك (الروسية)
- عائشة دامجاجي في قاعدة البيانات على الانترنت
- عائشة دامجاجي في السينما التركية [التركية]
- عائشة دامجاجي في Sinemalar.com [التركية]